# František Lysý
František Lysý (7. ledna 1899 – 1994) byl český lesnický odborník, pedagog a publicista. Angažoval se též v Sokole. Působil rovněž jako ředitel táborské lesnické školy. Je autorem učebnic z oblasti lesního hospodářství a zpracování dřeva, ale sepsal též publicistická díla věnující se Šumavě.

## Dílo
Příklady Lysého díla:
- LYSÝ, František. Nauka o dřevě. [s.l.]: [s.n.], 1961. 638 s.
- LYSÝ, František. Z šumavských lesů. [s.l.]: Jihočeské nakladatelství, 1989. 254 s.